# Eleições autárquicas portuguesas de 1985 no distrito de Vila Real
| Eleições autárquicas portuguesas de 1985 Distritos: Aveiro \| Beja \| Braga \| Bragança \| Castelo Branco \| Coimbra \| Évora \| Faro \| Guarda \| Leiria \| Lisboa \| Portalegre \| Porto \| Santarém \| Setúbal \| Viana do Castelo \| Vila Real \| Viseu \| Açores \| Madeira |

## Resultados por concelho
Os resultados nos concelhos do distrito de Vila Real foram os seguintes:

### Alijó
| Partido                 | Partido                   | Votos  | %               | +/-   | Vereadores | +/-     |
| ----------------------- | ------------------------- | ------ | --------------- | ----- | ---------- | ------- |
|                         | Partido Social Democrata  | 4 764  | 47,73 / 100,00  | -     | 4 / 7      | -       |
|                         | Centro Democrático Social | 3 137  | 31,43 / 100,00  | -     | 2 / 7      | -       |
|                         | Partido Socialista        | 1 362  | 13,64 / 100,00  | 21,32 | 1 / 7      | 2       |
|                         | Aliança Povo Unido        | 284    | 2,85 / 100,00   | 1,81  | 0 / 7      | Estável |
| Votos Inválidos         | Votos Inválidos           | 435    | 4,36 / 100,00   | 0,01  |            |         |
| Total                   | Total                     | 9 982  | 100,00 / 100,00 |       | 7 / 7      |         |
| Eleitorado/Participação | Eleitorado/Participação   | 13 705 | 72,83 / 100,00  | 2,15  |            |         |

### Boticas
| Partido                 | Partido                   | Votos | %               | +/-  | Vereadores | +/-     |
| ----------------------- | ------------------------- | ----- | --------------- | ---- | ---------- | ------- |
|                         | Partido Social Democrata  | 2 420 | 53,39 / 100,00  | 2,40 | 3 / 5      | Estável |
|                         | Partido Socialista        | 1 341 | 29,58 / 100,00  | 1,83 | 2 / 5      | Estável |
|                         | Centro Democrático Social | 336   | 7,41 / 100,00   | -    | 0 / 5      | -       |
|                         | Aliança Povo Unido        | 225   | 4,96 / 100,00   | 0,92 | 0 / 5      | Estável |
| Votos Inválidos         | Votos Inválidos           | 211   | 4,66 / 100,00   | 2,25 |            |         |
| Total                   | Total                     | 4 533 | 100,00 / 100,00 |      | 5 / 5      |         |
| Eleitorado/Participação | Eleitorado/Participação   | 6 812 | 66,54 / 100,00  | 4,44 |            |         |

### Chaves
| Partido                 | Partido                   | Votos  | %               | +/-   | Vereadores | +/-     |
| ----------------------- | ------------------------- | ------ | --------------- | ----- | ---------- | ------- |
|                         | Partido Social Democrata  | 13 497 | 63,95 / 100,00  | 10,78 | 6 / 7      | 2       |
|                         | Partido Socialista        | 3 108  | 14,73 / 100,00  | 7,60  | 1 / 7      | 1       |
|                         | Centro Democrático Social | 1 831  | 8,68 / 100,00   | 2,69  | 0 / 7      | 1       |
|                         | Aliança Povo Unido        | 1 526  | 7,23 / 100,00   | 0,85  | 0 / 7      | Estável |
|                         | União Democrática Popular | 179    | 0,85 / 100,00   | 0,31  | 0 / 7      | Estável |
| Votos Inválidos         | Votos Inválidos           | 963    | 4,56 / 100,00   | 1,04  |            |         |
| Total                   | Total                     | 21 104 | 100,00 / 100,00 |       | 7 / 7      |         |
| Eleitorado/Participação | Eleitorado/Participação   | 36 177 | 58,34 / 100,00  | 5,82  |            |         |

### Mesão Frio
| Partido                 | Partido                  | Votos | %               | +/-   | Vereadores | +/-     |
| ----------------------- | ------------------------ | ----- | --------------- | ----- | ---------- | ------- |
|                         | Partido Social Democrata | 1 842 | 59,90 / 100,00  | 1,32  | 3 / 5      | 1       |
|                         | Partido Socialista       | 1 054 | 34,28 / 100,00  | 11,49 | 2 / 5      | 1       |
|                         | Aliança Povo Unido       | 48    | 1,56 / 100,00   | 1,25  | 0 / 5      | Estável |
| Votos Inválidos         | Votos Inválidos          | 131   | 4,26 / 100,00   | 0,96  |            |         |
| Total                   | Total                    | 3 075 | 100,00 / 100,00 |       | 5 / 5      |         |
| Eleitorado/Participação | Eleitorado/Participação  | 4 334 | 70,95 / 100,00  | 0,19  |            |         |

### Mondim de Basto
| Partido                 | Partido                   | Votos | %               | +/-   | Vereadores | +/-     |
| ----------------------- | ------------------------- | ----- | --------------- | ----- | ---------- | ------- |
|                         | Centro Democrático Social | 3 125 | 64,83 / 100,00  | 25,81 | 4 / 5      | 1       |
|                         | Partido Social Democrata  | 739   | 15,33 / 100,00  | 5,30  | 1 / 5      | Estável |
|                         | Partido Socialista        | 543   | 11,27 / 100,00  | 9,12  | 0 / 5      | 1       |
|                         | Aliança Povo Unido        | 200   | 4,15 / 100,00   | 0,42  | 0 / 5      | Estável |
|                         | PCTP/MRPP                 | 41    | 0,85 / 100,00   | -     | 0 / 5      | -       |
| Votos Inválidos         | Votos Inválidos           | 172   | 3,57 / 100,00   | 0,75  |            |         |
| Total                   | Total                     | 4 820 | 100,00 / 100,00 |       | 5 / 5      |         |
| Eleitorado/Participação | Eleitorado/Participação   | 6 812 | 70,76 / 100,00  | 2,95  |            |         |

### Montalegre
| Partido                 | Partido                   | Votos  | %               | +/-  | Vereadores | +/-     |
| ----------------------- | ------------------------- | ------ | --------------- | ---- | ---------- | ------- |
|                         | Partido Social Democrata  | 4 302  | 45,68 / 100,00  | 3,57 | 4 / 7      | Estável |
|                         | Partido Socialista        | 3 920  | 41,62 / 100,00  | 1,45 | 3 / 7      | Estável |
|                         | Centro Democrático Social | 553    | 5,87 / 100,00   | -    | 0 / 7      | -       |
|                         | Aliança Povo Unido        | 197    | 2,09 / 100,00   | 1,17 | 0 / 7      | Estável |
| Votos Inválidos         | Votos Inválidos           | 446    | 4,74 / 100,00   | 2,58 |            |         |
| Total                   | Total                     | 9 418  | 100,00 / 100,00 |      | 7 / 7      |         |
| Eleitorado/Participação | Eleitorado/Participação   | 14 731 | 63,93 / 100,00  | 1,13 |            |         |

### Murça
| Partido                 | Partido                   | Votos | %               | +/-   | Vereadores | +/-     |
| ----------------------- | ------------------------- | ----- | --------------- | ----- | ---------- | ------- |
|                         | Partido Social Democrata  | 2 831 | 59,42 / 100,00  | 16,88 | 3 / 5      | Estável |
|                         | Centro Democrático Social | 1 427 | 29,95 / 100,00  | 7,42  | 2 / 5      | Estável |
|                         | Aliança Povo Unido        | 172   | 3,61 / 100,00   | 0,41  | 0 / 5      | Estável |
|                         | Partido Socialista        | 147   | 3,09 / 100,00   | 5,18  | 0 / 5      | Estável |
| Votos Inválidos         | Votos Inválidos           | 187   | 3,93 / 100,00   | 0,53  |            |         |
| Total                   | Total                     | 4 764 | 100,00 / 100,00 |       | 5 / 5      |         |
| Eleitorado/Participação | Eleitorado/Participação   | 6 555 | 72,68 / 100,00  | 2,43  |            |         |

### Peso da Régua
| Partido                 | Partido                  | Votos  | %               | +/-  | Vereadores | +/-     |
| ----------------------- | ------------------------ | ------ | --------------- | ---- | ---------- | ------- |
|                         | Partido Socialista       | 5 094  | 49,15 / 100,00  | 3,37 | 4 / 7      | Estável |
|                         | Partido Social Democrata | 4 494  | 43,36 / 100,00  | -    | 3 / 7      | -       |
|                         | Aliança Povo Unido       | 415    | 4,00 / 100,00   | 2,03 | 0 / 7      | Estável |
| Votos Inválidos         | Votos Inválidos          | 361    | 3,48 / 100,00   | 1,91 |            |         |
| Total                   | Total                    | 10 364 | 100,00 / 100,00 |      | 7 / 7      |         |
| Eleitorado/Participação | Eleitorado/Participação  | 15 647 | 66,24 / 100,00  | 2,75 |            |         |

### Ribeira de Pena
| Partido                 | Partido                   | Votos | %               | +/-  | Vereadores | +/-     |
| ----------------------- | ------------------------- | ----- | --------------- | ---- | ---------- | ------- |
|                         | Partido Social Democrata  | 2 362 | 54,88 / 100,00  | -    | 3 / 5      | -       |
|                         | Partido Socialista        | 1 082 | 25,14 / 100,00  | 2,71 | 1 / 5      | Estável |
|                         | Centro Democrático Social | 612   | 14,22 / 100,00  | -    | 1 / 5      | -       |
|                         | Aliança Povo Unido        | 73    | 1,70 / 100,00   | 1,36 | 0 / 5      | Estável |
| Votos Inválidos         | Votos Inválidos           | 175   | 4,06 / 100,00   | 1,40 |            |         |
| Total                   | Total                     | 4 304 | 100,00 / 100,00 |      | 5 / 5      |         |
| Eleitorado/Participação | Eleitorado/Participação   | 7 280 | 59,12 / 100,00  | 1,73 |            |         |

### Sabrosa
| Partido                 | Partido                  | Votos | %               | +/-   | Vereadores | +/-     |
| ----------------------- | ------------------------ | ----- | --------------- | ----- | ---------- | ------- |
|                         | Partido Social Democrata | 2 551 | 51,41 / 100,00  | -     | 3 / 5      | -       |
|                         | Partido Socialista       | 1 989 | 40,08 / 100,00  | 13,12 | 2 / 5      | 1       |
|                         | Aliança Povo Unido       | 199   | 4,01 / 100,00   | 1,30  | 0 / 5      | Estável |
| Votos Inválidos         | Votos Inválidos          | 223   | 4,49 / 100,00   | 0,70  |            |         |
| Total                   | Total                    | 4 962 | 100,00 / 100,00 |       | 5 / 5      |         |
| Eleitorado/Participação | Eleitorado/Participação  | 6 852 | 72,42 / 100,00  | 0,64  |            |         |

### Santa Marta de Penaguião
| Partido                 | Partido                   | Votos | %               | +/-  | Vereadores | +/-     |
| ----------------------- | ------------------------- | ----- | --------------- | ---- | ---------- | ------- |
|                         | Partido Socialista        | 2 408 | 42,09 / 100,00  | 3,13 | 3 / 5      | 1       |
|                         | Partido Social Democrata  | 2 341 | 40,92 / 100,00  | -    | 2 / 5      | -       |
|                         | Centro Democrático Social | 665   | 11,62 / 100,00  | -    | 0 / 5      | -       |
|                         | Aliança Povo Unido        | 96    | 1,68 / 100,00   | 1,26 | 0 / 5      | Estável |
| Votos Inválidos         | Votos Inválidos           | 211   | 3,68 / 100,00   | 0,09 |            |         |
| Total                   | Total                     | 5 721 | 100,00 / 100,00 |      | 5 / 5      |         |
| Eleitorado/Participação | Eleitorado/Participação   | 7 710 | 74,20 / 100,00  | 1,72 |            |         |

### Valpaços
| Partido                 | Partido                   | Votos  | %               | +/-  | Vereadores | +/-     |
| ----------------------- | ------------------------- | ------ | --------------- | ---- | ---------- | ------- |
|                         | Partido Social Democrata  | 6 281  | 49,61 / 100,00  | 6,59 | 4 / 7      | 1       |
|                         | Centro Democrático Social | 4 300  | 33,97 / 100,00  | 0,39 | 3 / 7      | Estável |
|                         | Partido Socialista        | 1 372  | 10,84 / 100,00  | 3,29 | 0 / 7      | 1       |
|                         | Aliança Povo Unido        | 197    | 1,56 / 100,00   | 0,51 | 0 / 7      | Estável |
| Votos Inválidos         | Votos Inválidos           | 510    | 4,03 / 100,00   | 1,16 |            |         |
| Total                   | Total                     | 12 660 | 100,00 / 100,00 |      | 7 / 7      |         |
| Eleitorado/Participação | Eleitorado/Participação   | 20 014 | 63,26 / 100,00  | 3,90 |            |         |

### Vila Pouca de Aguiar
| Partido                 | Partido                       | Votos  | %               | +/-  | Vereadores | +/-     |
| ----------------------- | ----------------------------- | ------ | --------------- | ---- | ---------- | ------- |
|                         | Partido Social Democrata      | 4 554  | 55,23 / 100,00  | -    | 5 / 7      | -       |
|                         | Partido Socialista            | 1 900  | 23,04 / 100,00  | 6,43 | 2 / 7      | Estável |
|                         | Centro Democrático Social     | 763    | 9,25 / 100,00   | -    | 0 / 7      | -       |
|                         | Aliança Povo Unido            | 431    | 5,23 / 100,00   | 1,10 | 0 / 7      | Estável |
|                         | Partido Renovador Democrático | 274    | 3,32 / 100,00   | Novo | 0 / 7      | Novo    |
| Votos Inválidos         | Votos Inválidos               | 324    | 3,93 / 100,00   | 1,27 |            |         |
| Total                   | Total                         | 8 246  | 100,00 / 100,00 |      | 7 / 7      |         |
| Eleitorado/Participação | Eleitorado/Participação       | 15 018 | 54,91 / 100,00  | 4,99 |            |         |

### Vila Real
| Partido                 | Partido                       | Votos  | %               | +/-  | Vereadores | +/-     |
| ----------------------- | ----------------------------- | ------ | --------------- | ---- | ---------- | ------- |
|                         | Partido Social Democrata      | 13 268 | 54,61 / 100,00  | -    | 5 / 7      | -       |
|                         | Partido Socialista            | 6 885  | 28,34 / 100,00  | 2,18 | 2 / 7      | Estável |
|                         | Aliança Povo Unido            | 1 699  | 6,99 / 100,00   | 1,48 | 0 / 7      | Estável |
|                         | Partido Renovador Democrático | 971    | 4,00 / 100,00   | Novo | 0 / 7      | Novo    |
|                         | PCTP/MRPP                     | 309    | 1,27 / 100,00   | -    | 0 / 7      | -       |
| Votos Inválidos         | Votos Inválidos               | 1 162  | 4,78 / 100,00   | 0,10 |            |         |
| Total                   | Total                         | 24 294 | 100,00 / 100,00 |      | 7 / 7      |         |
| Eleitorado/Participação | Eleitorado/Participação       | 34 185 | 71,07 / 100,00  | 3,15 |            |         |